# Astragalus galiifolius
Astragalus galiifolius es una especie de planta del género Astragalus, de la familia de las leguminosas, orden Fabales.

## Distribución
Astragalus galiifolius se distribuye por Afganistán.

## Taxonomía
Fue descrita científicamente por Podl. Fue publicada en Mitt. Bot. Staatssamml. München 6: 568 (1967).